# مسرح غرامون
كان مسرح غرامون Théâtre Gramont مسرحا في 30 شارع غرامون في الدائرة الثانية بباريس.
كان رينيه دوبوي المدير الإداري من 1954 إلى 1973. وتم تحويل المكان إلى دار سينما (لو غرامون) في أبريل 1974 ثم غير اسمه إلى أوبرا نايت في عام 1979 بعد أن أصبح أحد مسرحيه ديسكو قبل إغلاق المكان بالكامل نهائيًا في يوليو 1987.

## روابط خارجية
- مسرح غرامون في لو زارشيف دو سبيكتاكل